# Університет Тулуза 2
Університет Тулуза II — Жан Жорес (раніше Університет Тулуза II — Le Mirail, Université Toulouse-Jean Jaurès, Université de Toulouse-Le Mirail, UTM) є одним з трьох університетів у Тулузі, разом з Університетом І — Капітолій і Університетом Тулуза III — Поль Сабатьє. Спеціалізується на гуманітарних науках. Його штаб-квартира знаходиться в районі Тулузи — Mirail. Університет був заснований в 1971 році, проте на базі Університету в Тулузі, який був заснований в 1229. З 2006 року ректором університету є Жан-Мішель Міновез. Кількість працівників: блисько 725. Кількість студентів кампусу в Тулузі: близько 11 тисяч, однак весь університет об'єднує до 23 000 студентів, враховуючи відділи, а також філії в інших країнах.